# Harry J. Lennix

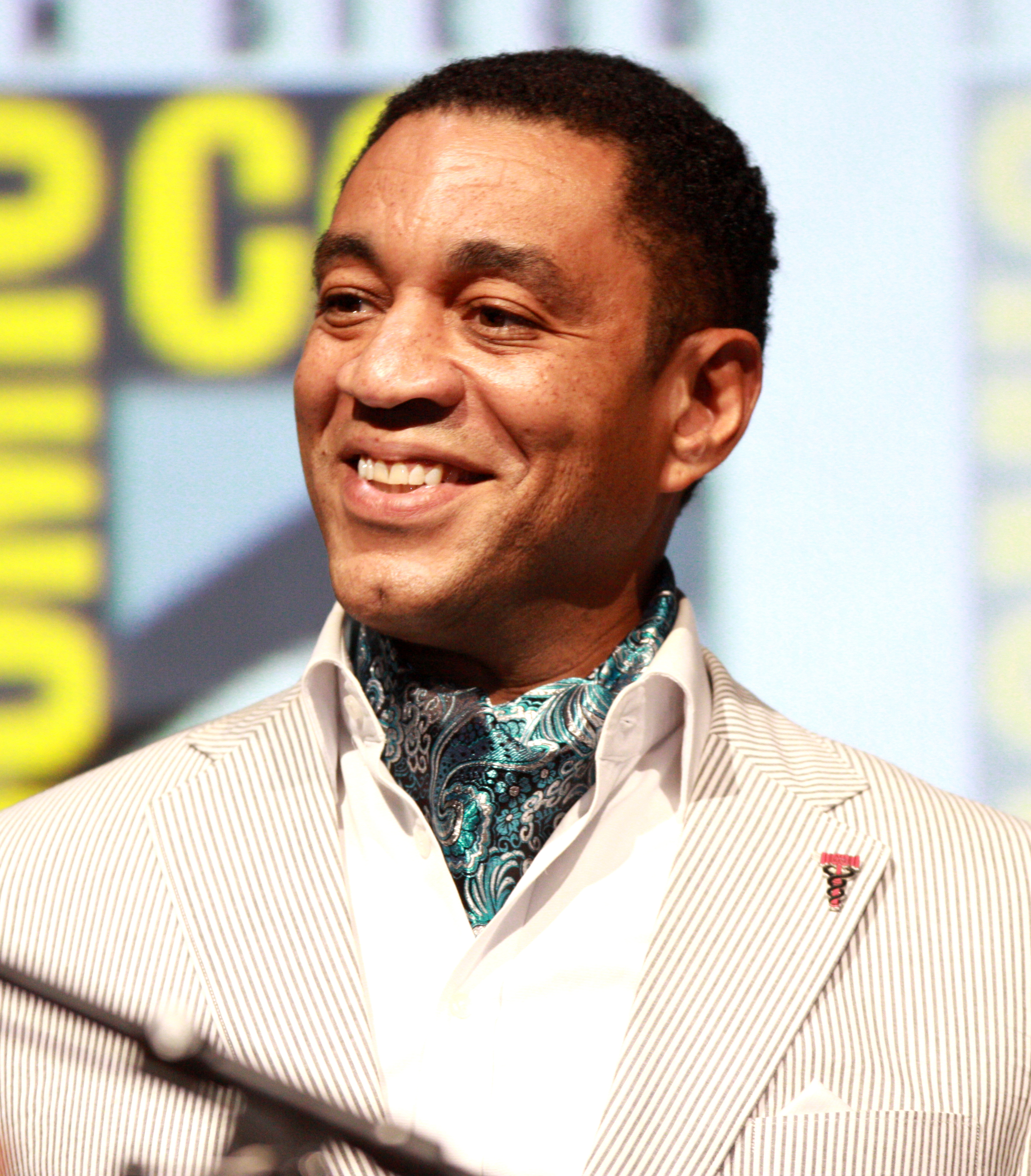
Harry Lennix (2013)

Harry Joseph Lennix (* 16. November 1964 in Chicago) ist ein US-amerikanischer Schauspieler.

## Leben
Lennix wuchs als das jüngste von vier Kindern auf; sein Vater starb, als er zwei Jahre alt war. Nachdem er Schauspiel und Regie an der Northwestern University in Evanston, Illinois, studiert hatte, arbeitete er als Lehrer an einer öffentlichen Schule in Chicago und verfolgte eine Karriere als Schauspieler.
Seine Filmografie umfasst Filme wie Matrix Reloaded, Matrix Revolutions und State of Play – Stand der Dinge. Für seine Nebenrolle in Titus wurde er im Jahr 2000 mit dem Golden Satellite Award ausgezeichnet. In den 1990er Jahren wirkte er u. a. in den Fernsehserien Emergency Room – Die Notaufnahme und Diagnose: Mord mit. In der sechsten Staffel von 24 und der ersten Staffel von Dr. House war er ebenfalls zu sehen. Zudem spielte Lennix von 2005 bis 2006 in der Fernsehserie Welcome, Mrs. President neben Geena Davis die Hauptrolle. 2008 war er als amerikanischer Präsident in Little Britain USA zu sehen. 
Im DC Extended Universe verkörperte er in den Filmen Man of Steel (2013), Batman v Superman: Dawn of Justice (2016) und Zack Snyder’s Justice League (2021) die Rolle des Calvin Swanwick / Martian Manhunter.
In der von Joss Whedon entwickelten und produzierten Fernsehserie Dollhouse übernahm er von 2009 bis 2010 die Rolle des Boyd Langton. In der Krimiserie The Blacklist verkörperte Lennix von 2013 bis 2023 den FBI Assistant Director Harold Cooper. In der Fernsehserie Billions spielt Lennix seit dem Jahr 2016 die Rolle des Franklin Sacker.
2018 wurde er in die Academy of Motion Picture Arts and Sciences berufen, die jährlich die Oscars vergibt.
Er ist auch als Theaterschauspieler aktiv und verkörperte u. a. Macbeth.
Lennix heiratete im Juni 2009 die Investmentbankerin Djena Graves.

## Filmografie (Auswahl)
- 1989: Die Killer-Brigade (The Package)
- 1989: Mut einer Mutter (A Mother’s Courage: The Mary Thomas Story, Fernsehfilm)
- 1991: The Five Heartbeats
- 1992: Ich will meine Kinder zurück! (In the Best Interest of the Children, Fernsehfilm)
- 1992: Meh’ Geld (Mo’ Money)
- 1992: Bob Roberts
- 1994: Tess und ihr Bodyguard (Guarding Tess)
- 1994: Vanishing Son II – Im Feuer des Drachen (Vanishing Son II, Fernsehfilm)
- 1994: Notes in a Minor Key
- 1994: Vanishing Son IV – Die Rückkehr der Drachen (Vanishing Son IV, Fernsehfilm)
- 1995: Comfortably Numb
- 1995: Der Mörder in meinem Bett (Nothing But the Truth, Fernsehfilm)
- 1995: Clockers
- 1996: Get on the Bus
- 1997: Eifersüchtig – Verrat einer Freundin (Friends 'Til the End, Fernsehfilm)
- 1997: Emergency Room – Die Notaufnahme (ER, Fernsehserie, 6 Folgen)
- 1997: Chicago Cab
- 1997–1998: Diagnose: Mord (Diagnosis Murder, Fernsehserie, 6 Folgen)
- 1999: The Unspoken
- 1999: Titus
- 2000: Love & Basketball
- 2000: The Artist’s Journey
- 2001: All or Nothing
- 2001: Home Invaders
- 2002: Pumpkin
- 2002: Collateral Damage – Zeit der Vergeltung (Collateral Damage)
- 2002: Keep the Faith, Baby (Fernsehfilm)
- 2003: Matrix Reloaded (The Matrix Reloaded)
- 2003: Der menschliche Makel (The Human Stain)
- 2003: Matrix Revolutions (The Matrix Revolutions)
- 2004: Chrystal
- 2004: Barbershop 2 (Barbershop 2: Back in Business)
- 2004: Suspect Zero
- 2004: Ray
- 2005: Dr. House (House, Fernsehserie, Folge 1x09)
- 2005–2006: Welcome, Mrs. President (Fernsehserie, 18 Folgen)
- 2006: Sharif Don’t Like It
- 2007: The Champ (Resurrecting the Champ)
- 2007: Stomp the Yard
- 2007: 24 (Fernsehserie, 6 Folgen)
- 2007: Across the Universe
- 2007: Fly Like Mercury
- 2008: Little Britain USA (Fernsehserie, 4 Folgen)
- 2009: State of Play – Stand der Dinge (State of Play)
- 2009: The Interview
- 2009–2010: Dollhouse (Fernsehserie, 25 Folgen)
- 2011: Hound Dogs (Fernsehfilm)
- 2012: The Last Fall
- 2012: H4
- 2012: A Beautiful Soul
- 2012–2013: Emily Owens (Emily Owens, M.D., Fernsehserie, 6 Folgen)
- 2013: Evidence: Auf der Spur des Killers (Evidence)
- 2013: Man of Steel
- 2013: Sunny and RayRay
- 2013: They Die by Dawn
- 2013: Mr. Sophistication
- 2013–2023: The Blacklist (Fernsehserie, 211 Folgen)
- 2014: Cruel Will
- 2014: Cru
- 2014: Stand Down Soldier
- 2014: The Algerian
- 2014: The Fright Night Files (Fernsehfilm)
- 2015: 72 Hours
- 2015: Back to School Mom
- 2015: Chi-Raq
- 2016–2022: Billions (Fernsehserie)
- 2016: Batman v Superman: Dawn of Justice
- 2016: Macbeth Unhinged
- 2016: Timeless
- 2016: For the Love of Christmas
- 2016: Alternate Universe: A Rescue Mission
- 2017: Needlestick
- 2017: Romeo and Juliet in Harlem
- 2018: Rehabilitation of the Hill
- 2018: Canal Street
- 2018: Revival!
- 2020: Emperor
- 2020: Troubled Waters
- 2021: Zack Snyder’s Justice League